# Psilocerea praecoca
Psilocerea praecoca là một loài bướm đêm trong họ Geometridae.